# Hans Gudewerth den äldre

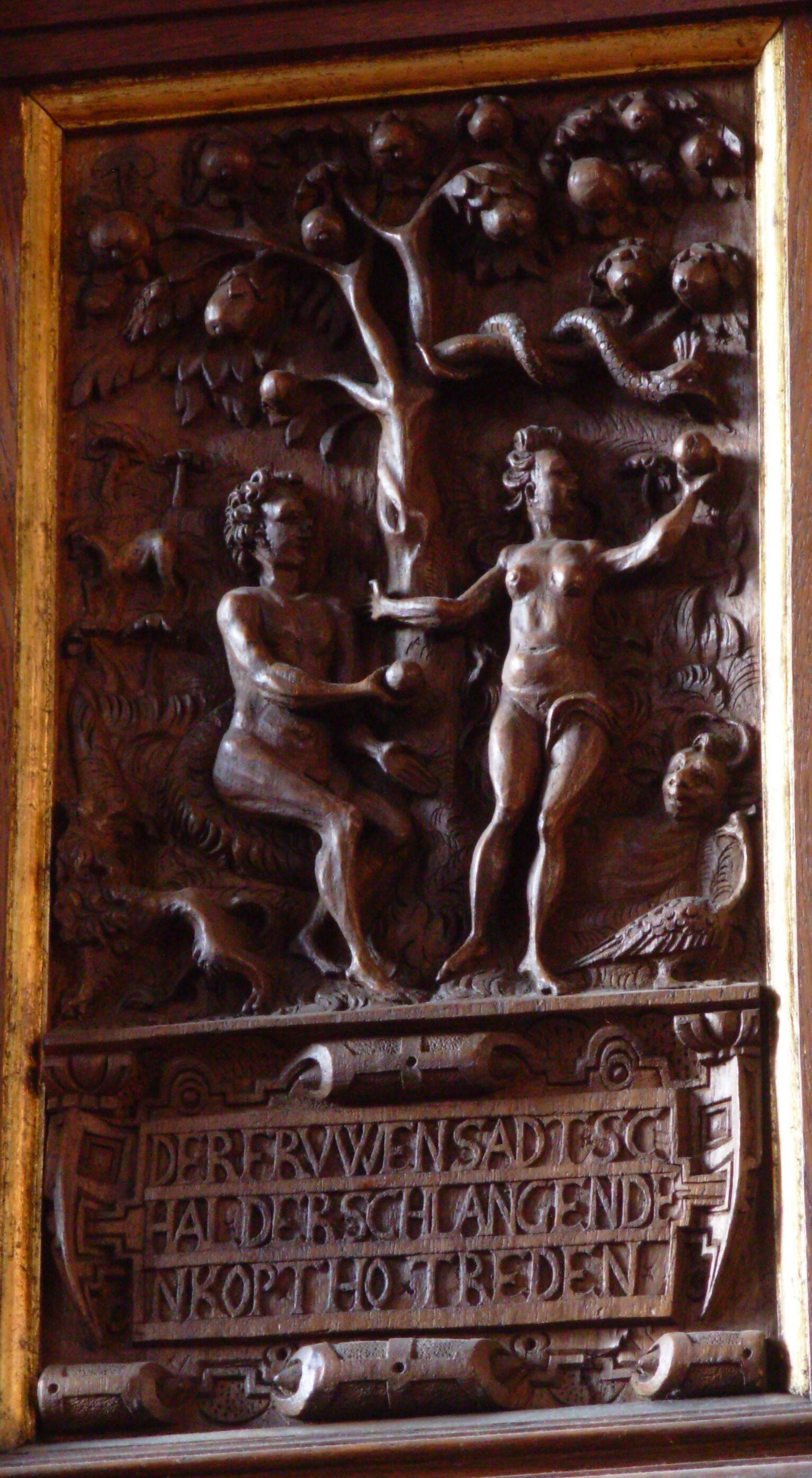
Adam och Eva, på predikstolen i Sankt Nicolaikyrkan i Eckernförde.

Hans Gudewerth den äldre, död 1642, var en träsnidare från Schleswig.
Hans Gudewerth den äldre hade sin verkstad i närheten av Sankt Nikolaikyrkan i Eckernförde i hertigdömet Schleswig. Han var en betydande konstnär i början av 1600-talet och snidade med stora, tunga kistor, indelade i fyra fält och gärna med underliggande sockelparti samt dekorerade med sällsynt kraftiga och dekorativt verkningsfulla reliefer med bibliska motiv.
Ett av hans verk är predikstolen i Sankt Nicolaikyrkan i Eckernförde från omkring år 1600. Den återger scener från Gamla och Nya testamentet. Under bilderna finns inskrifter på plattyska och mellan relieferna finns kolonnskulpturer av apostlar.
Hans Gudewerth den äldre var far till träsnidaren Hans Gudewerth den yngre och farfar till Hans Gudewerth den yngste. 
Gudewerth är representerad vid bland annat Nationalmuseum.